# مسابقات جهانی ژیمناستیک هنری ۱۹۳۴
مسابقات جهانی ژیمناستیک هنری ۱۹۳۴ دهمین دوره مسابقات جهانی ژیمناستیک هنری است که در بوداپست، مجارستان از ۱۱ تا ۱۲ ژوئن ۱۹۳۴ میلادی برگزار شده است.

## جدول مدال‌ها
| رتبه | کشور       | طلا | نقره | برنز | مجموع |
| ۱    | سوئیس      | ۶   | ۶    | ۱    | ۱۳    |
| ۲    | چکسلواکی   | ۳   | ۱    | ۴    | ۸     |
| ۳    | آلمان      | ۱   | ۰    | ۲    | ۳     |
| ۴    | مجارستان   | ۰   | ۲    | ۰    | ۲     |
| ۵    | ایتالیا    | ۰   | ۱    | ۱    | ۲     |
| ۶    | لهستان     | ۰   | ۰    | ۲    | ۲     |
| ۷    | لوکزامبورگ | ۰   | ۰    | ۱    | ۱     |